# Gunhild von Gegerfelt
Gunilda (Gunhild) Amalia von Gegerfelt, född 20 juni 1853 i Vänersborg, död 3 december 1896 i Uppsala, var en svensk konstnär.
Hon var dotter till läroverksläraren Vilhelm Gotthard Baalack och Erika Adolfina Brundin och från 1883 gift med Wilhelm von Gegerfelt. Hon anslöt sig till oppositionsrörelsen mot Konstakademien och tillhörde Konstnärsförbundet från dess stiftande 1886. Hon medverkade i förbundets första utställning. Bland hennes deltagande i utställningar utomlands märks hennes medverkan i Parissalongen 1879.